# Buleutérion

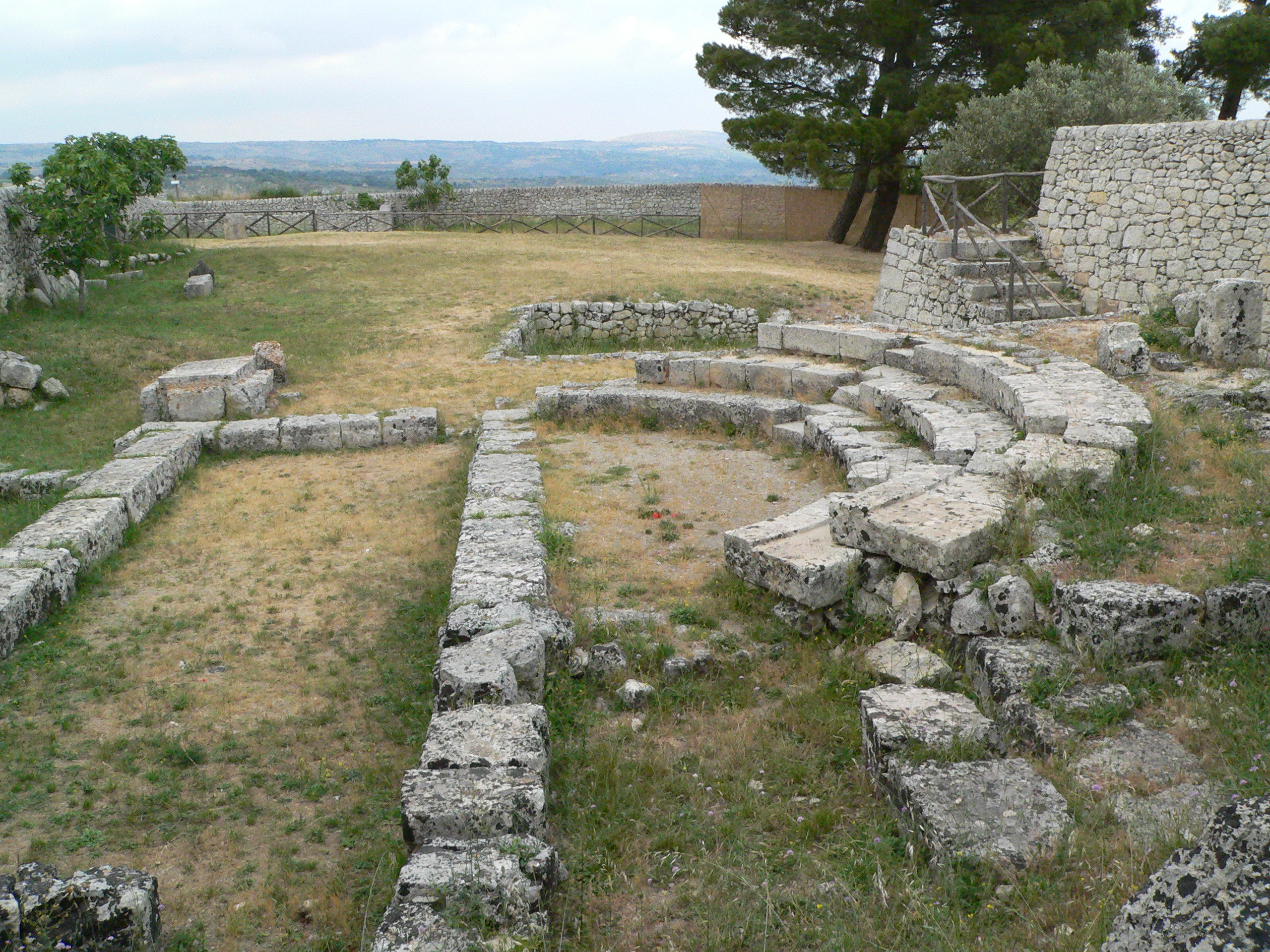
Buleutérion romjai Palazzolo Acreide szicíliai városban

Buleutérion (ógörögül: βουλευτήριον) a bulé, azaz az antik görög városállamok tanácsának  a gyülekező helye. Lényegesen nagyobb volt nála az ekklészia, azaz a népgyűlés gyülekező helye: az ekklésziasztérion.

## Fordítás
Ez a szócikk részben vagy egészben  a   Buleuterion című német Wikipédia-szócikk ezen változatának fordításán alapul.  Az eredeti cikk szerkesztőit annak laptörténete sorolja fel. Ez a jelzés csupán a megfogalmazás eredetét és a szerzői jogokat jelzi, nem szolgál a cikkben szereplő információk forrásmegjelöléseként.